# Бркушанин, Марко
Марко Бркушанин (серб. Marko Brkušanin; 21 июня 1990, Белград) — сербский хоккеист, левый нападающий. В настоящее время является игроком клуба «Белград», выступающего в МОЛ Лиге. В сборной выступает с 2007 года.